# Циммерман, Роберт
Роберт Циммерман или Роберт фон Циммерман (нем. Robert von Zimmermann; 2 ноября 1824, Прага — 1 сентября 1898, там же) — австрийский философ.

## Биография
С ноября 1849 года профессор в Ольмюцском университете, с 1852 в Пражском, с 1861 в Венском.
Был ассистентом при Астрономической обсерватории в Вене, позже профессором философии в Венском университете и членом Венской академии наук. Будучи поклонником философии Гербарта, он в то же время испытал на себе влияние Канта и Лейбница.
Главная заслуга Циммермана — его труды по истории эстетики: «История эстетики как философской дисциплины» (нем. Geschichte der Ästhetik als philosophische Wissenschaft; 1858) и «Общая эстетика как формальная дисциплина» (нем. Allgemeine Ästhetik als Formwissenschaft; 1865). Это первая обстоятельная история эстетических теорий; во второй части Циммерман рассматривает эстетику догматически и высказывается за строго формальную точку зрения. В красоте играет роль гармоническое сочетание частей, форма; содержание является лишь случайным носителем формы. Эту же точку зрения Циммерман проводил в своих «Studien und Kritiken zur Philosophie und Aesthetik» (1870). В этом сочинении замечательны рассуждения о музыке: Циммерман защищает тезис, что музыка не содержит мыслей; цель музыканта — создание гармонии, сочетание звуков. Философские воззрения автора выражены наиболее полно в его «Anthroposophie im Umrisse» (1882); он высказывается за реализм, за сочетание опыта и умозрения. Написал ещё «Leibnitz und Herbart» (Вена, 1849). Способствовал развитию философского знания в Австрии; основал общество Грильпарцера, крупнейшего австрийского поэта, которому посвятил ряд статей («Von Ayrenhoff bis Grillparzer»). Список сочинений Циммермана см. у Ибервега.